# Ain’t No Other Man
Ain’t No Other Man – piosenka soul/R&B stworzona na trzeci album studyjny amerykańskiej piosenkarki Christiny Aguilery pt. Back to Basics (2006). Wyprodukowany przez DJ-a Premiera i Charlesa Roane’a, utwór wydany został jako inauguracyjny singel promujący płytę dnia 9 czerwca 2006 roku. W 2007 kompozycja otrzymała nagrodę Grammy w kategorii najlepszy żeński występ pop.
W przeciągu kilku tygodni od swojej premiery singel stał się światowym przebojem, zdobywając wysokie pozycje w tak prestiżowych notowaniach, jak Oricon Top 100 Singles (miejsce 1), UK Singles Chart (poz. 2) czy Billboard Hot 100 (poz. 6). Został pozytywnie przyjęty przez krytykę, a na przełomie lat 2006–2008 uzyskał szereg nagród i wyróżnień. Magazyn The Village Voice wskazał singel jako jedno z trzech najlepszych nagrań roku 2006. Utwór pojawił się w podobnym rankingu zorganizowanym przez czasopismo Rolling Stone. Jest to również jeden z lepiej sprzedających się singli w karierze Christiny Aguilery.
Wyreżyserowany przez Bryana Barbera wideoklip do utworu został nominowany do czterech statuetek MTV Video Music Awards oraz był hitem muzycznych stacji telewizyjnych na całym świecie.

## Informacje o utworze
Utwór nagrywano na przestrzeni lat 2005 i 2006 w pracowni Chalice Studios w Los Angeles. Autorami „Ain’t No Other Man” jest zastęp artystów zorientowanych w muzyce hip-hopowej i rhythm and bluesie: Christina Aguilera, DJ Premier, Charles Roane, Harold Beatty i Kara DioGuardi. Szczególnie ważna dla Aguilery była okazja do współpracy z Premierem, którego artystka respektowała od kiedy usłyszała jazz-hopowy album The Ownerz (2003) duetu Gang Starr. Premier wyznał, że kiedy złożono mu ofertę kolaboracji z wokalistką, był zaskoczony propozycją ze strony gwiazdy muzyki pop i postanowił upewnić się, czy Aguilera w ogóle wie, do kogo się zwraca. Niepewna pracy z producentem była też sama piosenkarka, która obawiała się, że DJ Premier nie będzie chętny na wkroczenie w świat popu. W wywiadzie dla telewizji MTV Premier opowiedział o niezwykłości tej współpracy oraz warunkach jej powstania:

Zdziwił mnie telefon od ludzi Christiny, ze względu na różnice pomiędzy odbiorcami, dla których tworzymy, ale zawsze jestem chętny wyzwaniom i próbowaniu czegoś nowego. (...) (Ona – przyp.) opisała, jak chce, by wyglądał jej nowy album, a następnie wysłała mi kilka kompaktów z muzyką, która stanowiła dla niej inspirację. Okazało się, że wśród płyt znajduje się wiele takich, na których wychowałem się słuchając ich trzy dekady temu – Aretha Franklin, Etta James, Marvin Gaye, Esther Williams (...). Kiedy komponując, stworzyłem już klimat, który chciała osiągnąć, nadal musiałem jeszcze pracować nad brzmieniem podobnym do moich beatów, jednocześnie dając muzyce atmosferę, którą Christina chciała przekazać w kategorii śpiewu.

Skomponowany w tonacji f-moll, utwór oparty jest na schemacie metrycznym i szybkich ruchach 128 uderzeń na minutę. Większość linii kończy się samplem kompozycji The Moon People z roku 1969 „Hippy Skippy Moon Strut”, piosenka zawiera również elementy utworu „The Cissy’s Thang” z repertuaru The Soul Seven. W „Ain’t No Other Man” głos Aguilery opiera się na dwóch oktawach, od A♭3 do F5. Gatunkowo utwór klasyfikuje się jako miks soulu, jazzu i funku, gromadzi w sobie także elementy charakterystyczne dla R&B, hip-hopu, bluesa i stylu muzycznego doo woop. Jak wyznała Aguilera, do napisania tekstu utworu zainspirowało ją zawarte małżeństwo. Za produkcję wokali Aguilery w utworze odpowiada Rob Lewis.
Na początku marca 2011 w mediach pojawiły się informacje, jakoby autorzy utworu bezprawnie wykorzystali w nim fragment cudzej kompozycji (mianowicie, sample z „Hippy Skippy Moon Strut”), przez co wytwórnia Sony Music została pozwana do sądu.

### Obecność w kulturze masowej
Utwór został wykorzystany w programie łyżwiarskim All That Skate. Układ choreograficzny wykonała Ashley Wagner. W kwietniu 2016 roku piosenka została wykonana przez chór a cappella podczas uroczystej gali 2016 ICCA Finals. Utwór stanowił inspirację do napisania singlowej piosenki „All About That Bass” amerykańskiej wokalistki Meghan Trainor. W marcu 2018 roku Aguilera gościła w programie telewizyjnym RuPaul’s Drag Race, gdzie gościnnie pełniła rolę jurorki. Zaśpiewała intro „Ain’t No Other Man”, a później oceniła występy dwóch uczestniczek – Kalorie Karbdashian-Williams i Vanessy Vanjie Mateo – które lip-syncowały piosenkę.

## Wydanie singla
Kompozycja ukazała się dnia 9 czerwca 2006 roku w Stanach Zjednoczonych, dzięki witrynie internetowej iTunes Store. W szybkim czasie „Ain’t No Other Man” osiadł na pozycji 2. zestawienia najlepiej sprzedających się pojedynczych utworów w serwisie. Ponad półtora miesiąca później, singel znalazł się na sklepowych półkach w Wielkiej Brytanii. Pierwsza z brytyjskich wersji singla zawiera radiową oraz instrumentalną wersję piosenki, natomiast druga – wersje albumową oraz acapella i dwa profesjonalne remiksy utworu.
„Ain’t No Other Man” zadebiutował na pozycji 19. notowania Billboard Hot 100 dnia 24 czerwca 2006 roku. W czwartym tygodniu od debiutu, piosenka zajęła, jako najwyższe, miejsce 6., aby po dziewiętnastu tygodniach na liście opuścić ją z pozycji 53. Kompozycja zyskała sukces również w pozostałych notowaniach magazynu Billboard, zajmując miejsca w Top 10 list Pop 100, Top 40 Mainstream, Pop 100 Airplay, Hot Digital Songs, Hot Dance Club Songs, Hot Dance Airplay, Dance/Mix Show Airplay oraz Global Dance Tracks. W końcoworocznym notowaniu najpopularniejszych singli w Stanach Zjednoczonych, kompozycja uplasowała się na pozycji 32. W lutym 2007 stowarzyszenie Recording Industry Association of America (RIAA) odznaczyło utwór certyfikatem platynowej płyty za sprzedaż miliona egzemplarzy utworu jedynie za pośrednictwem systemu digital download.
W notowaniu UK Singles Chart, kompozycja zadebiutowała na miejscu 18, aby następnego tygodnia znaleźć się na szczytnym miejscu 2., nie pokonując jedynie utworu „Hips Don’t Lie” Shakiry. Piosenka znikła z listy w październiku 2006, z jednotygodniowym pojawieniem się w styczniu 2007. „Ain’t No Other Man” objął także pozycje 1. na listach przebojów singlowych Argentyny, Ekwadoru, Filipin, Japonii, Indonezji, Tajwanu i Zjednoczonych Emiratów Arabskich oraz (w Europie) Bułgarii, Hiszpanii, i Walii. W pozostałych krajach Europy nie cieszył się aż tak wysoką popularnością, zajmując jednak miejsca w Top 5 oficjalnych notowań w Finlandii, Irlandii, Niemczech, Norwegii, Portugalii, Słowacji, Szwajcarii, Węgrzech i Włoszech oraz Top 15 w Austrii, Czechach, Belgii, Holandii i Szwecji. W Kanadzie piosenka osiadła na pozycji 4. notowania Canadian Singles Chart; otrzymała także status dwukrotnej platyny za sprzedaż dwudziestu tysięcy egzemplarzy w samym tylko systemie digital download. „Ain’t No Other Man” zadebiutował na pozycji 6. oficjalnego notowania najlepiej sprzedających się singli w Australii oraz znajdował się na liście przez szesnaście tygodni, z jednotygodniowym pojawieniem się w zestawieniu w styczniu 2007, podobnie jak w Wielkiej Brytanii. Singel znalazł się na miejscu 34. końcoworocznego podsumowania najpopularniejszych singli w tymże kraju, z certyfikatem złotej płyty. Był zresztą przebojem drugiej połowy 2006 roku na całym świecie. Sprzedano blisko cztery miliony pięćset tysięcy egzemplarzy singla na całym globie, w tym ponad milion siedemset tysięcy kopii w USA.

## Opinie

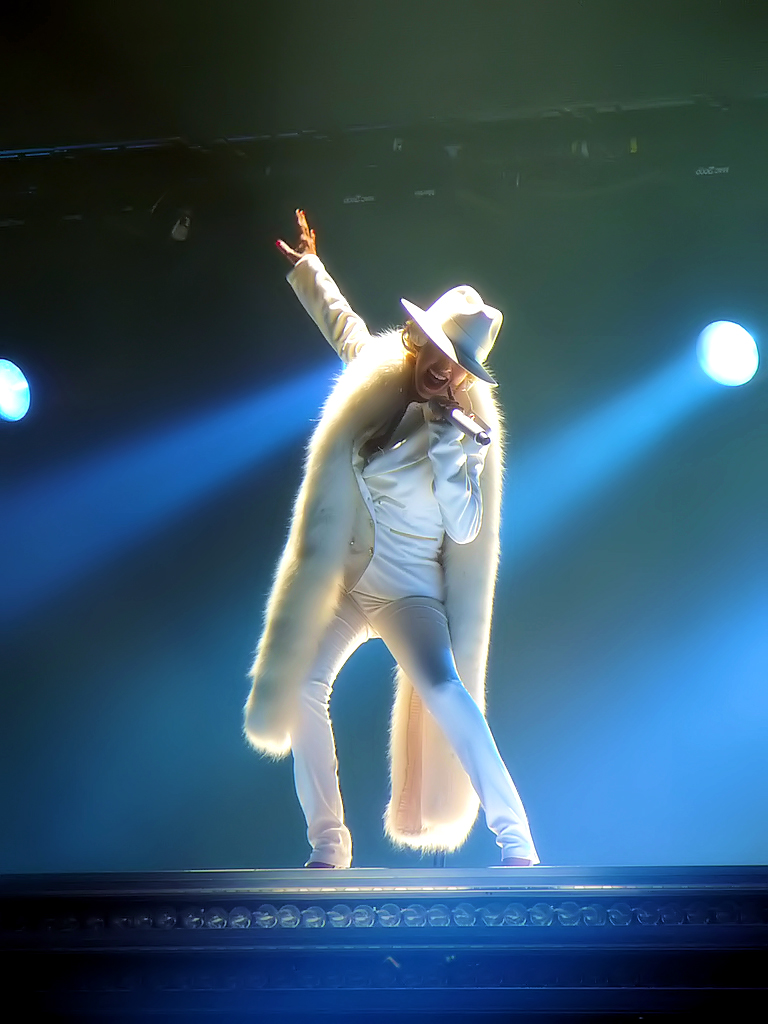
Back to Basics Tour, 14 grudnia 2006 roku.

Pod koniec 2006 „Ain’t No Other Man” został wymieniony wśród najlepszych piosenek roku w rankingu „Pazz & Jop”, wydawanym corocznie przez czasopismo The Village Voice. Nagranie zajęło trzecie miejsce, na sto możliwych. Według dziennikarzy magazynu Rolling Stone, „Ain’t No Other Man” to 18. ze stu najlepszych piosenek 2006 roku. Inne pisma i wydawnictwa, które umieściły „Ain’t No Other Man” w rankingach najlepszych singli roku, to: New York Post, Blender, Spin, Pitchfork, Baltimore City Paper, Eye Weekly, Idolator, Prefix, Dagsavisen. Dziennikarka Nana-Adwoa Ofori (AOL Radio) uwzględniła utwór na liście dziesięciu najlepszych singli Christiny Aguilery, przypisując mu pozycję 4. W podobnych zestawieniach redaktorzy serwisu internetowego Top10HM wyróżnili „Ain’t No Other Man” miejscem dziewiątym, redaktorzy portalu PopCrush.com – miejscem siódmym, a Bill Lamb (About.com) – miejscem trzecim. Lamb wziął także singel pod uwagę tworząc listę stu najlepszych piosenek miłosnych wszech czasów. Singel często wymieniany jest jako największe wokalne osiągnięcie Christiny Aguilery.
Utwór znalazł się w jedenastu indywidualnych rankingach najlepszych nagrań roku, skompilowanych przez redakcję serwisu Porcys (najwyżej na miejscu jedenastym w notowaniu Pawła Nowotarskiego).
W maju 2012 „Ain’t No Other Man” zostało uwzględnione na liście najlepiej zaśpiewanych piosenek, w plebiscycie zorganizowanym przez kanadyjską stację telewizyjną MuchMusic. Utwór objął trzecią pozycję na dziesięć możliwych. Do tradycji tworzenia rankingów najważniejszych utworów danego artysty odwołał się Christopher Rosa. Dziennikarz, pracujący dla witryny thecelebritycafe.com, wskazał „Ain’t No Other Man” jako jedną z lepszych pozycji w dyskografii Aguilery, kwitując ją mianem „przełomowej”. W 2013, w wywiadzie dla programu telewizyjnego Extra, brytyjski wokalista i tekściarz Ed Sheeran, poproszony o wskazanie swoich ulubionych piosenek, wymienił single Aguilery: „Ain’t No Other Man” i „The Voice Within”. Według redaktorów strony internetowej the-rockferry.onet.pl, „Ain’t No Other Man” to jedno z najlepszych nagrań stworzonych przez Aguilerę w latach 1997–2010. W zestawieniu stu najważniejszych utworów artystki z tego okresu serwis przypisał kompozycji pozycję #13. Pod koniec sierpnia 2014 roku Jason Lipshutz, redaktor magazynu Billboard, uznał singel za jeden z dziesięciu największych hitów Aguilery w Stanach Zjednoczonych. Zdaniem Bianki Gracie (fuse.tv, 2016), „Ain’t No Other Man” to najlepsza kompozycja nagrana na album Back to Basics, a także „jeden z najlepszych utworów śpiewanych przez współczesnych artystów popowych”.

### Recenzje
Piosenka spotkała się z bardzo korzystnymi opiniami profesjonalnych krytyków muzycznych. Współpracujący z internetowym portalem About.com Bill Lamb w swojej recenzji przyznał jej ocenę w postaci . „Już od otwierających utwór tonów saksofonu i fanfar wokalnych wiemy, że bierzemy udział w gorącej, funkowej jeździe.” – napisał Lamb. Recenzent uznał ponadto „Ain’t No Other Man”, jak i cały album Back to Basics, za udany powrót Aguilery na rynek muzyczny, a w czerwcu 2006 przypisał singlowi pozycję 1. w swym autorskim notowaniu „10 najgorętszych popowych piosenek tygodnia”. Stuart Brown, recenzujący dla witryny Fuzznut.net, w skali od zera do dziesięciu, wycenił utwór na siedem punktów. Omawiając kompozycję, określił ją mianem „przysadzistej i przywodzącej na myśl muzykę soulową doby lat 70.”, zaś zawartość liryczną opisał jako „mocną i agresywną – taką, jakiej (po Aguilerze – przyp.) można się spodziewać”. Matt Barnes z ClickMusic.com bezsprzecznie nazwał singel „sukcesem”. Dorian Lyskey (The Guardian) skwitował singel jako „przebój lata, mosiężną i błyskotliwą piosenkę, charakteryzującą się podobną aerobiczną energią co 'Crazy in Love' w wykonaniu Beyoncé”. „W ‘Ain’t No Other Man’ zauważalne są wpływy filmu Moulin Rouge! (2001). Osadzony gdzieś w nieprzybliżonej przeszłości (może dobie lat 40.?), utwór brzmi zarazem współcześnie. Jest bezczelny i seksowny – to jeden z najlepszych singli popowych roku” – pisał o piosence Thomas Inskeep (Stylus Magazine). Autor strony internetowej musicaddiction2.com chwalił piosenkę: „W pierwszym singlu z Back to Basics Christina śpiewa o swoim mężu w akompaniamencie szybkiej, chwytliwej melodii jazzowej. Kawałek jest wypełniony instrumentami dętymi, odgłosami zadrapania rodem ze starych winyli, świetnymi old-schoolowymi bębnami i wieloma popisami wokalnymi Aguilery. Możliwie jest to jej najbardziej dynamiczny utwór; piosenkarka eksponuje w nim swój talent śpiewając szalenie wysokie rejestry”. Według dziennikarzy muzycznych Roberta Dimery’ego i Michaela Lydona to nagranie, któremu „nie można się oprzeć”. Jason Scott (Popdust) twierdził, że piosenka jest śmiała i ryzykowna, a w serwisie Koncertomania chwalono jej „jazzująco-bigbandową aranżację” i „figlarne brzmienie”.

## Teledysk
W teledysku do singla Aguilera ukazuje swoje alter ego pod postacią „Baby Jane”. Klip rozpoczyna się ujęciem przyjazdu artystki do klubu. Za kulisami Christina przygotowuje się do odśpiewania piosenki, aby po kilku chwilach znaleźć się na scenie, gdzie występuje. Pomiędzy scenami zobaczyć można wokalistkę na scenie w złotej i srebrnej sukience, śpiewającą do mikrofonu, podczas gdy fotografowie robią jej zdjęcia. Aguilera śpiewa także na stole bilardowym, kiedy to skala jej głosu powoduje, że pękają naczynia. Wideoklip rozpoczyna oraz kończy fragment innej piosenki z albumu Back to Basics, „I Got Trouble”.
Reżyserem teledysku był Bryan Barber, choreografię stworzyła Jeri Slaughter. Klip ukazał się dnia 20 czerwca 2006 roku, ekskluzywnie, za pośrednictwem witryny iTunes Store. Oficjalną datą premiery wideoklipu jest dzień 21 czerwca 2006, wówczas zaprezentowano go podczas programu Making the Video stacji MTV. W 2006 klip nominowano do nagród MTV Video Music Awards w czterech najważniejszych kategoriach, w tym jako teledysk roku. Wideoklip do utworu, opublikowany przez oficjalny kanał VEVO Christiny Aguilery w serwisie YouTube, został odtworzony blisko siedemdziesiąt dwa miliony razy (stan na wrzesień 2019).

## Promocja i wykonania koncertowe

### Promocja medialna

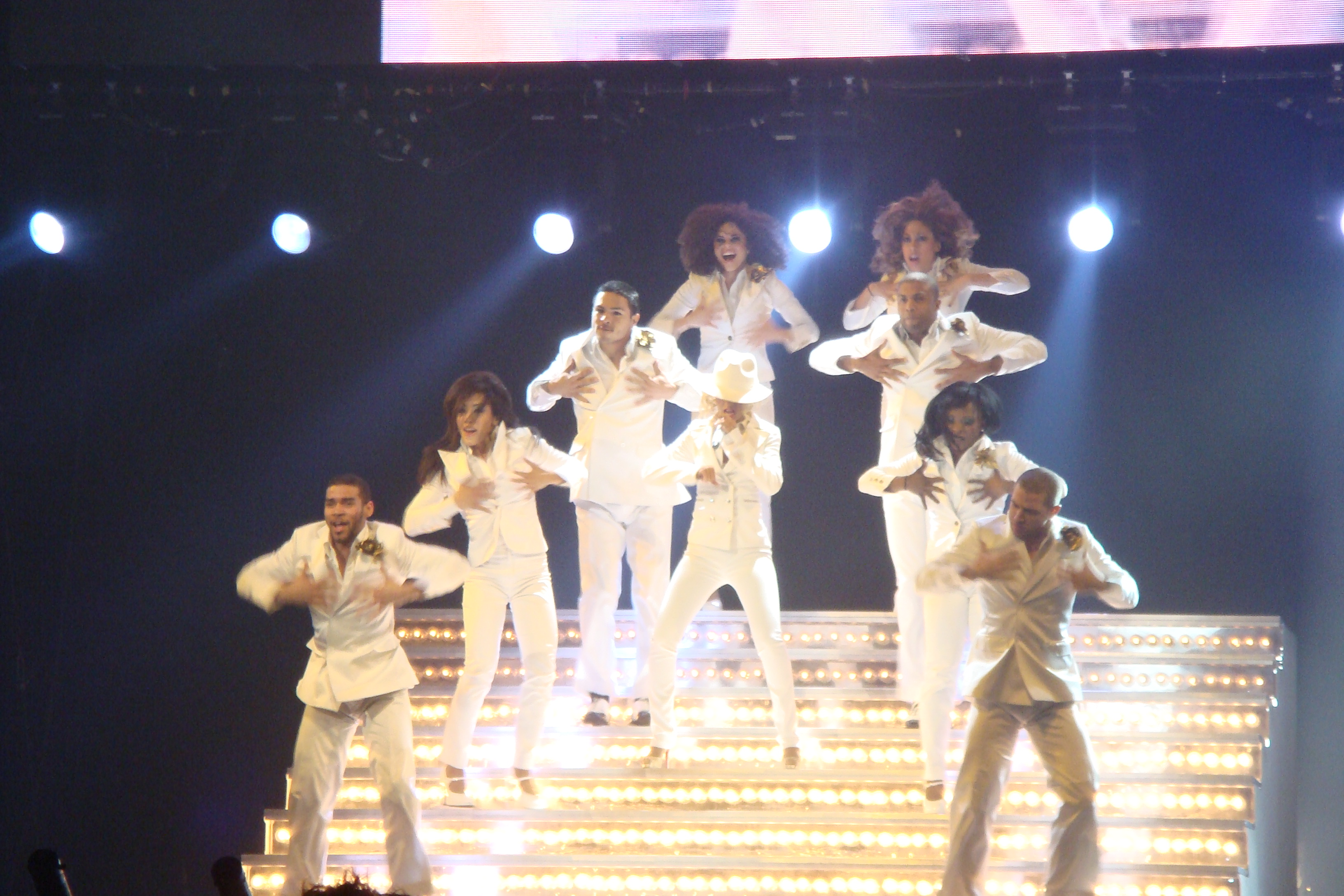
Trasa koncertowa Back to Basics Tour, Aguilera wykonuje utwór „Ain’t No Other Man” w otoczeniu tancerzy.

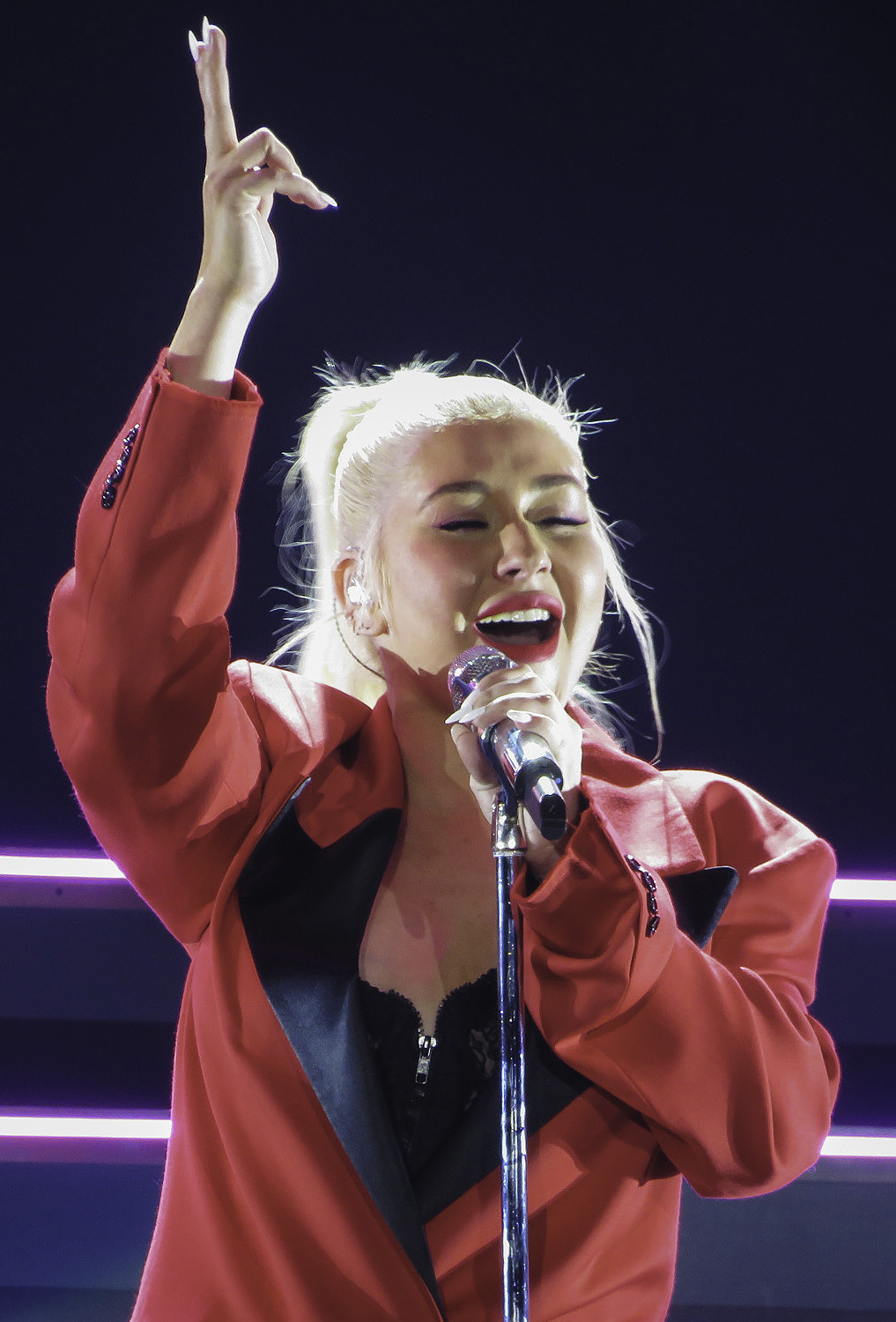
Aguilera śpiewająca piosenkę podczas trasy The Liberation Tour (2018).

Promocję utworu „Ain’t No Other Man” Aguilera rozpoczęła 3 czerwca 2006 roku, występując z nim w trakcie gali MTV Movie Awards 2006 w Los Angeles. 2 lipca piosenkarka promowała kompozycję na łamach muzycznego programu telewizji BBC Top of the Pops. Następnie zaprezentowała singel między innymi w ekskluzywnym brytyjskim klubie nocnym KoKo London (20 lipca 2006), podczas trwania telewizyjnego programu CBS-u Late Show with David Letterman (15 sierpnia 2006) oraz w trakcie gali wręczenia nagród NRJ Music Awards we Francji (20 stycznia 2007). Piosenkę artystka wykonała także na łamach porannego magazynu telewizji ABC Good Morning America (w 2006), na meczu koszykarskim NBA All-Star Game w Las Vegas (2007) oraz na imprezie muzycznej Muz-TV Awards w Moskwie (2007).

### Późniejsze występy
Od listopada 2006 do lipca 2007 Aguilera koncertowała z utworem w tournée po Europie, Ameryce Północnej, Azji i Australii podczas Back to Basics Tour. „Ain’t No Other Man” był elementem segmentu trasy 1920's Flapper i stanowił pierwszą piosenkę prezentowaną w trakcie koncertu. 23 listopada 2008 w Los Angeles, podczas gali '08 American Music Awards, Aguilera wykonała medley sześciu swych największych hitów, w grupie których znajdowały się ówcześnie promowany singel „Keeps Gettin' Better” oraz „Ain’t No Other Man”. 31 października 2010 dała halloweenowy koncert w San Diego. Zaśpiewała dziesięć swoich kompozycji, między innymi „Ain’t No Other Man” i „Fighter”. 22 lipca 2011 odbył się prywatny koncert dla firmy Microsoft. Wokalistka była jednym z gości muzycznych, a na scenie zaśpiewała „Ain’t No Other Man”.
W kwietniu 2013 artystka wystąpiła z utworem w trakcie gali magazynu Time, zorganizowanej w związku z opublikowaniem listy stu najbardziej wpływowych osób show-biznesu (piosenkarka znalazła się w tym zestawieniu). Wykonała także inne ze swoich przebojów, w tym „Beautiful” i „Lady Marmalade”. 31 grudnia tego roku Aguilera dała prywatny, sylwestrowy koncert w Moskwie. Na setlistę złożyło się czternaście utworów, wśród nich single z ery albumu Back to Basics – „Ain’t No Other Man” i „Candyman”. Piosenkarka miała wystąpić z utworem podczas festiwalu muzycznego w Petronas Twin Towers w Kuala Lumpurze 28 marca 2014. Koncert został odwołany z powodu katastrofy lotu Malaysia Airlines 370. Mimo to, odbył się występ artystki przed prywatną publicznością. 2 maja 2014 Aguilera wykonała utwór w trakcie New Orleans Jazz & Heritage Festival, a 22 lutego 2015 – podczas oscarowego przyjęcia organizowanego przez Vanity Fair. 27 lipca 2015 wokalistka dała koncert podczas prywatnej imprezy Cisco Rocks. Przed publicznością wykonała między innymi „Ain’t No Other Man”.
28 maja 2016 występ artystki przed dwustutysięczną widownią zamknął marokański festiwal muzyczny Mawazine. Wśród dwudziestu odśpiewanych przez Aguilerę piosenek znalazła się „Ain’t No Other Man”. 6 czerwca 2016 odbył się koncert zorganizowany przez komitet Hillary Victory Fund. Wzięli w nim udział muzycy zaangażowani w działalność społeczną, wspierani przez byłą sekretarz stanu USA Hillary Clinton. Aguilera zaśpiewała cztery utwory, w tym „Ain’t No Other Man”. 30 lipca 2016 Aguilera odśpiewała piosenkę na koncercie inaugurującym otwarcie hali widowiskowej Black Sea Arena w Gruzji, a w grudniu tego roku – na gali wręczenia Rosyjskich Nagród Muzycznych.
Utwór wykonano podczas trasy koncertowej The Liberation Tour (2018). 31 grudnia, tuż przed północą Aguilera pojawiła się na scenie w Nowym Jorku i dała koncert, będący częścią sylwestrowego programu Dick Clark’s New Year’s Rockin’ Eve. Zaśpiewała „Ain’t No Other Man”. Następnie Aguilera występowała z piosenką w Las Vegas, podczas rezydentury The Xperience (2019), a także w Europie, podczas trasy The X Tour ('19).
15 września 2019 artystka pojawiła się na Londyńskim Tygodniu Mody, gdzie wykonała między innymi „Ain’t No Other Man”. Następnego dnia premierę miał odcinek talk-show The Kelly Clarkson Show, w którym prowadząca zaśpiewała cover utworu. Gościem programu była Aguilera.

## Nagrody i wyróżnienia
| Rok  | Ceremonia                        | Nagroda                                                                            | Rezultat          |
| ---- | -------------------------------- | ---------------------------------------------------------------------------------- | ----------------- |
| 2006 | MTV Video Music Awards           | teledysk roku                                                                      | Nominacja         |
| 2006 | MTV Video Music Awards           | najlepszy teledysk żeńskiego artysty                                               | Nominacja         |
| 2006 | MTV Video Music Awards           | najlepszy teledysk pop                                                             | Nominacja         |
| 2006 | MTV Video Music Awards           | najlepsza choreografia do teledysku                                                | Nominacja         |
| 2006 | Teen Choice Awards               | najlepszy singel                                                                   | Nominacja         |
| 2006 | Teen Choice Awards               | najlepszy utwór rap/hip-hop                                                        | Nominacja         |
| 2006 | Teen Choice Awards               | najlepszy przebój wakacyjny                                                        | Nominacja         |
| 2006 | Virgin Media Music Awards        | najlepszy singel                                                                   | Wygrana (II m-ce) |
| 2006 | Cyprus Music Academy Awards      | najlepszy występ na żywo (wykonanie „Ain’t No Other Man” na MTV Movie Awards 2006) | Wygrana           |
| 2006 | Cyprus Music Academy Awards      | najlepszy występ wokalny                                                           | Nominacja         |
| 2006 | Cyprus Music Academy Awards      | najlepszy żeński występ wokalny                                                    | Wygrana           |
| 2006 | –                                | nagroda czasopisma Maxim Magazine w kategorii najbardziej niesamowity teledysk     | Wygrana           |
| 2006 | TMF Awards – Belgio              | najlepszy utwór pop                                                                | Wygrana           |
| 2006 | OVMA Awards                      | najlepszy teledysk żeńskiego artysty                                               | Wygrana           |
| 2007 | Grammy Awards                    | najlepsza żeński występ pop                                                        | Wygrana           |
| 2007 | International Dance Music Awards | najlepszy utwór pop/dance                                                          | Nominacja         |
| 2007 | International Dance Music Awards | najlepszy teledysk dance                                                           | Nominacja         |
| 2007 | MTV Australia Video Music Awards | najlepszy teledysk pop                                                             | Nominacja         |
| 2007 | MTV Australia Video Music Awards | najlepszy teledysk żeńskiego artysty                                               | Nominacja         |
| 2007 | MTV Australia Video Music Awards | teledysk roku                                                                      | Nominacja         |
| 2007 | MTV Japan Video Music Awards     | najlepszy teledysk pop                                                             | Nominacja         |
| 2007 | People’s Choice Awards           | ulubiony utwór R&B                                                                 | Nominacja         |
| 2007 | FzZzC Awards                     | najlepszy utwór pop                                                                | Wygrana           |
| 2007 | FzZzC Awards                     | nowy dźwięk roku                                                                   | Wygrana           |
| 2007 | BM Awards – BAMBI’S              | najlepszy utwór pop                                                                | Nominacja         |
| 2007 | BM Awards – BAMBI’S              | najlepszy wokalny utwór pop                                                        | Wygrana           |
| 2007 | BM Awards – BAMBI’S              | teledysk roku                                                                      | Wygrana           |
| 2007 | BM Awards – BAMBI’S              | najlepsza choreografia do teledysku                                                | Nominacja         |
| 2008 | BMI Pop Music Awards             | nagroda za kompozycję                                                              | Wygrana           |

## Listy utworów i formaty singla
Amerykański CD-maxi singel
1. „Ain’t No Other Man” (Radio Edit) – 3:49
2. „Ain’t No Other Man” (Instrumental) – 3:57
3. „Ain’t No Other Man” (Call Out Hook) – 0:10

Europejski podstawowy CD-maxi singel
1. „Ain’t No Other Man” (Album Version) – 3:47
2. „Ain’t No Other Man” (Instrumental) – 3:47

Europejski premium CD-maxi singel
1. „Ain’t No Other Man” (Album Version) – 3:47
2. „Ain’t No Other Man” (Jake Ridley Remix) – 6:01
3. „Ain’t No Other Man” (Ospina & Sullivan Remix) – 3:45
4. „Ain’t No Other Man” (Acappella) – 3:30

Europejski promocyjny singel CD
1. „Ain’t No Other Man” (Radio Edit) – 3:49

### Oficjalne remiksy
- „Ain’t No Other Man” (Ospina & Sullivan Radio Mix) – 3:44
- „Ain’t No Other Man” (Ospina & Sullivan Radio Mix – Vox Up) – 3:44 – wersja, która ukazała się na głównym singlu CD.
- „Ain’t No Other Man” (Ospina & Sullivan Mixshow) – 5:16
- „Ain’t No Other Man” (Ospina & Sullivan Club Mix) – 7:11
- „Ain’t No Other Man” (Ospina & Sullivan Dub Mix) – 5:38
- „Ain’t No Other Man” (Junior Vasquez Club Mix) – 5:56
- „Ain’t No Other Man” (Junior Vasquez Radio Mix) – 3:57
- „Ain’t No Other Man” (Jake Ridley Remix) – 6:00
- „Ain’t No Other Man” (Shapeshifters Mixshow Mix) – 5:24
- „Ain’t No Other Man” (Remix) featuring Jay-Z, Ludacris & Chamillionaire – 4:15

## Twórcy
- Główne wokale: Christina Aguilera
- Producent: Christopher Edward „DJ Premier” Martin, Charles Roane, Christina Aguilera
- Autor: Christina Aguilera, Harold Beatty, Kara DioGuardi, Christopher Edward „DJ Premier” Martin, Charles Roane
- Producent wokalu: Rob Lewis
- Gitara: Tareq Akoni
- Perkusja: Ray Yslas, Christopher Edward „DJ Premier” Martin
- Bęben: Christopher Edward „DJ Premier” Martin
- Nagrywanie: Oscar Ramirez, Christopher Edward „DJ Premier” Martin, Charles Roane
- Mixer: Charles Roane
- Asystent mixera: Jordan Laws

## Pozycje na listach przebojów
| Kraj/region                  | Notowanie (2006)                    | Wydawca                         | Najwyższa pozycja |
| ---------------------------- | ----------------------------------- | ------------------------------- | ----------------- |
| Argentyna                    | Top 100 Airplay                     | IFPI                            | 1                 |
| Argentyna                    | Top 100 Singles                     | IFPI                            | 1                 |
| Australia                    | Top 100 Airplay                     | AUM Report                      | 1                 |
| Australia                    | Top 100 Singles                     | ARIA Charts                     | 6                 |
| Austria                      | Top 50 Airplay                      | MusicTrace                      | 1                 |
| Austria                      | Top 75 Singles                      | Ö3 Austria Top 40               | 7                 |
| Belgia (Flandria)            | Ultratop 50                         | Ultratop                        | 10                |
| Belgia (Region Waloński)     | Ultratop 40                         | Ultratop                        | 27                |
| Brazylia                     | Top 100 Singles                     | Billboard Brasil                | 3                 |
| Bułgaria                     | Top 40 Singles                      | IFPI                            | 1                 |
| Chile                        | Top 100 Singles                     | Nielsen Chile/IDERE/Monitec     | 4                 |
| Chorwacja                    | Official Singles Chart              | HRT                             | 1                 |
| Czechy                       | Top 100 Singles                     | IFPI                            | 15                |
| Dania                        | Top 20 Airplay                      | Tracklisten                     | 5                 |
| Ekwador                      | Official Singles Chart              | IFPI                            | 1                 |
| Europa                       | Hot 100 Singles                     | Billboard                       | 3                 |
| Europa                       | Official Airplay Chart              | IFPI                            | 3                 |
| Filipiny                     | Official Singles Chart              | PARI                            | 1                 |
| Finlandia                    | Top 20 Singles                      | ÄKT                             | 5                 |
| Francja                      | Official Airplay Chart              | SNEP                            | 3                 |
| Francja                      | Top 100 Singles                     | SNEP                            | 26                |
| Grecja                       | Top 50 Singles                      | ΕΕΠΗ                            | 23                |
| Hiszpania                    | Top 50 Singles                      | PROMUSICAE                      | 1                 |
| Holandia                     | Dutch Top 40                        | MegaCharts                      | 12                |
| Holandia                     | Mega Single Top 100                 | MegaCharts                      | 11                |
| Indonezja                    | Official Singles Chart              | LIMA                            | 1                 |
| Indonezja                    | Top 50 Singles                      | Creative Disc                   | 1                 |
| Irlandia                     | Top 50 Singles                      | IRMA                            | 3                 |
| Izrael                       | Official Singles Chart              | IFPI                            | 3                 |
| Japonia                      | Top 100 Singles                     | Oricon                          | 1                 |
| Kanada                       | Canada Hot AC                       | Billboard                       | 2                 |
| Kanada                       | Top 200 Singles                     | Nielsen SoundScan               | 4                 |
| Kanada                       | Top 100 Airplay                     | BDS                             | 3                 |
| Luksemburg                   | Top 40 Airplay                      | RTL Télé Lëtzebuerg             | 8                 |
| Łotwa                        | Top 50 Airplay                      | IFPI                            | 5                 |
| Niemcy                       | Deutsche Black Chart                | Deutsche Trend Charts           | 1                 |
| Niemcy                       | Top 100 Singles                     | Media Control Charts            | 5                 |
| Niemcy                       | Top 30 Airplay                      | Nielsen Music Control/BVMI      | 8                 |
| Norwegia                     | Top 20 Singles                      | VG-lista                        | 2                 |
| Nowa Zelandia                | Official Airplay Chart              | Radioscope                      | 1                 |
| Nowa Zelandia                | Top 40 Singles                      | RIANZ                           | 5                 |
| Polska                       | Top 100 Airplay                     | IFPI                            | 2                 |
| Polska                       | Top 50 Singles                      | IFPI                            | 30                |
| Portugalia                   | Top 50 Singles                      | AFP                             | 5                 |
| Republika Południowej Afryki | Top 100 Singles                     | RISA                            | 3                 |
| Rosja                        | Official Airplay Chart              | Tophit                          | 32                |
| Rumunia                      | Top 100 Singles                     | Music & Media                   | 19                |
| Słowacja                     | Top 100 Singles                     | IFPI                            | 4                 |
| Stany Zjednoczone            | Adult Contemporary                  | Billboard                       | 6                 |
| Stany Zjednoczone            | Adult Top 40                        | Billboard                       | 19                |
| Stany Zjednoczone            | Billboard Hot 100                   | Billboard                       | 6                 |
| Stany Zjednoczone            | Dance/Mix Show Airplay              | Billboard                       | 1                 |
| Stany Zjednoczone            | Digital Songs                       | Billboard                       | 4                 |
| Stany Zjednoczone            | Hot Dance Airplay                   | Billboard                       | 1                 |
| Stany Zjednoczone            | Hot Dance Club Songs                | Billboard                       | 1                 |
| Stany Zjednoczone            | Pop 100                             | Billboard                       | 4                 |
| Stany Zjednoczone            | Pop 100 Airplay                     | Billboard                       | 6                 |
| Stany Zjednoczone            | R&R CHR/Pop Charts                  | Radio & Records                 | 7                 |
| Stany Zjednoczone            | Rhythmic Top 40                     | Billboard                       | 29                |
| Stany Zjednoczone            | Top 40 Mainstream (Pop Songs)       | Billboard                       | 6                 |
| Szwajcaria                   | Top 100 Singles                     | Schweizer Hitparade             | 5                 |
| Szwecja                      | Top 60 Singles                      | Sverigetopplistan               | 15                |
| Świat                        | Global Dance Tracks                 | Billboard                       | 7                 |
| Świat                        | United World Chart                  | Media Traffic                   | 2                 |
| Świat                        | World Chart Show                    | High Energy Radio/Radio Express | 1                 |
| Tajwan                       | Top 20 Singles                      | RIT                             | 1                 |
| Ukraina                      | Official Dance/Club Chart           | FDR/IFPI                        | 1                 |
| Ukraina                      | Top 20 Airplay                      | FDR/IFPI                        | 3                 |
| Walia                        | Official Singles Chart              | OCC                             | 1                 |
| Wenezuela                    | Pop/Rock Singles Chart              | Record Report/IFPI              | 4                 |
| Węgry                        | Top 10 Singles                      | MAHASZ                          | 3                 |
| Węgry                        | Top 40 Airplay                      | MAHASZ                          | 3                 |
| Wielka Brytania              | Nielsen Music Control Airplay Chart | Nielsen Music Control           | 4                 |
| Wielka Brytania              | UK Official Airplay Chart           | OCC                             | 4                 |
| Wielka Brytania              | UK Official Download Chart          | OCC                             | 3                 |
| Wielka Brytania              | UK Singles Chart                    | OCC                             | 2                 |
| Włochy                       | Top 50 Singles                      | FIMI                            | 5                 |
| Zjednoczone Emiraty Arabskie | Official Singles Chart              | IFPI                            | 1                 |

### Listy końcoworoczne
| Kraj              | Notowanie (2006)     | Wydawca                         | Najwyższa pozycja |
| ----------------- | -------------------- | ------------------------------- | ----------------- |
| Australia         | Top 100 Singles      | ARIA Charts                     | 34                |
| Austria           | Top 75 Singles       | Ö3 Austria Top 40               | 53                |
| Brazylia          | Top 100 Singles      | Billboard Brasil                | 41                |
| Holandia          | Dutch Top 40         | MegaCharts                      | 66                |
| Japonia           | Top 100 Singles      | Oricon                          | 3                 |
| Indonezja         | Top 50 Singles       | Creative Disc                   | 8                 |
| Izrael            | Top 31 Singles       | Galgalatz                       | 26                |
| Liban             | Top 100 Airplay      | NRJ                             | 15                |
| Łotwa             | Top 50 Airplay       | IFPI                            | 157               |
| Niemcy            | Deutsche Black Chart | Deutsche Trend Charts           | 9                 |
| Niemcy            | Top 100 Singles      | Media Control Charts            | 53                |
| Stany Zjednoczone | Billboard Hot 100    | Billboard                       | 32                |
| Szwajcaria        | Top 100 Singles      | Schweizer Hitparade             | 26                |
| Świat             | World Chart Show     | High Energy Radio/Radio Express | 3                 |

## Sprzedaż i certyfikaty
| Kraj              | Wydawca | Certyfikat | Sprzedaż   |
| ----------------- | ------- | ---------- | ---------- |
| Australia         | ARIA    | złoto      | 35,000+    |
| Dania             | IFPI    | złoto      | 15,000+    |
| Francja           | SNEP    | –          | 24,400+    |
| Kanada            | CRIA    | 2x platyna | 20,000+    |
| Stany Zjednoczone | RIAA    | platyna    | 1,700,000+ |
| Wielka Brytania   | BPI     | srebro     | 200,000+   |

## Historia wydania
| Region            | Data             | Format                                      |
| ----------------- | ---------------- | ------------------------------------------- |
| Stany Zjednoczone | 6 czerwca 2006   | airplay                                     |
| Stany Zjednoczone | 9 czerwca 2006   | digital download                            |
| Świat             | 9 czerwca 2006   | digital download                            |
| Wielka Brytania   | 24 lipca 2006    | singel CD                                   |
| Niemcy            | 28 lipca 2006    | singel CD                                   |
| Australia         | 28 lipca 2006    | singel CD                                   |
| Świat             | 22 sierpnia 2006 | digital download (promo złożone z remiksów) |
| Francja           | 25 września 2006 | singel CD                                   |

## Informacje dodatkowe
- „Ain’t No Other Man” znalazł się na wydanej przez Sony BMG kompilacji Grammy Nominees 2007, na którą złożyły się utwory nominowane do nagrody Grammy w 2007 roku. Pojawił się też na tracklistach albumów Now That’s What I Call Music! 23 (2006) oraz Now That’s What I Call Party Hits! (2007).
- Amerykańska wokalistka i aktorka, Demi Lovato, wykonała piosenkę podczas castingu, ubiegając się o rolę w filmie Camp Rock (2008). Odniosła sukces i została obsadzona jako bohaterka pierwszoplanowa, Mitchie Torres[126].